# Corney Swanepoel
Pour les articles homonymes, voir Swanepoel.
Corney Swanepoel (né le 17 mars 1986 à Potchefstroom en Afrique du Sud) est un nageur néo-zélandais, spécialiste du papillon.

## Biographie
En 2008, il obtient la médaille de bronze au relais 4 × 100 m quatre nages aux Championnats du monde en petit bassin. Il participe aussi aux Jeux olympiques de Pékin cette même année, où il fint 5e du relais 4 × 100 m quatre nages et 12e du 100 m papillon.